# Espronceda
Espronceda – gmina w Hiszpanii, w Nawarze, o powierzchni 8,76 km². W 2011 roku gmina liczyła 128 mieszkańców.